# 美濃加茂郵便局
美濃加茂郵便局（みのかもゆうびんきょく）は岐阜県美濃加茂市にある郵便局。民営化前の分類では集配普通郵便局であった。

## 概要
住所：〒505-8799 岐阜県美濃加茂市太田町飛鹿2169-2

## 沿革
- 1876年（明治9年）9月1日 - 太田郵便局（五等）として開設[1]。
- 1880年（明治13年）11月 - 為替取扱を開始。
- 1881年（明治14年）11月18日 - 貯金取扱を開始。
- 1897年（明治30年）3月16日 - 太田郵便電信局となる。
- 1903年（明治36年）4月1日 - 通信官署官制の施行に伴い太田郵便局となる。
- 1946年（昭和21年）8月11日 - 特定郵便局から普通郵便局に局種別改定[2]、美濃太田郵便局に改称[3]。
- 1953年（昭和28年）3月 - 局舎新築落成。
- 1956年（昭和31年）9月21日 - 電話通話および和文電報受付事務の取扱を開始[4]。
- 1957年（昭和32年）11月1日 - 美濃加茂郵便局に改称。
- 1981年（昭和56年）2月16日 - 美濃加茂市太田本町一丁目から同市太田町に移転。
- 1986年（昭和61年）4月1日 - 三和郵便局の廃止に伴い、取扱事務を承継。
- 1998年（平成10年）9月1日 - 外国通貨の両替および旅行小切手の売買に関する業務取扱を開始。
- 2007年（平成19年）10月1日 - 民営化に伴い、併設された郵便事業美濃加茂支店に一部業務を移管。
- 2012年（平成24年）10月1日 - 日本郵便株式会社発足に伴い、郵便事業美濃加茂支店を美濃加茂郵便局に統合。
- 2019年（平成31年）3月18日 - 富加郵便局から集配業務を移管。

## 取扱内容
- 郵便、印紙、ゆうパック、内容証明
- 貯金、為替、振替、振込、国際送金、国債、投資信託
- 生命保険、バイク自賠責保険、自動車保険、がん保険、引受条件緩和型医療保険、変額年金保険
- ゆうちょ銀行ATM
- 「505-00xx」「501-33xx」区域（美濃加茂市の全域および加茂郡坂祝町の全域および加茂郡富加町の全域）の集配業務
- ゆうゆう窓口

## 周辺
- 美濃加茂市役所
- 美濃加茂市中央図書館
- 美濃加茂市立太田小学校
- 旧中山道太田宿
- 国道21号
- 国道248号
- 加茂川

## アクセス
- JR高山本線・長良川鉄道越美南線 美濃太田駅（南口）から南西に約800m（徒歩で約13分）。
- 東海環状自動車道 美濃加茂ICから南へ約4.5km。
- あい愛バス「プラザちゅうたい」停留所下車。
- 国道41号沿い
- 駐車場あり：20台